# Sōfuku-ji (Fukuoka)

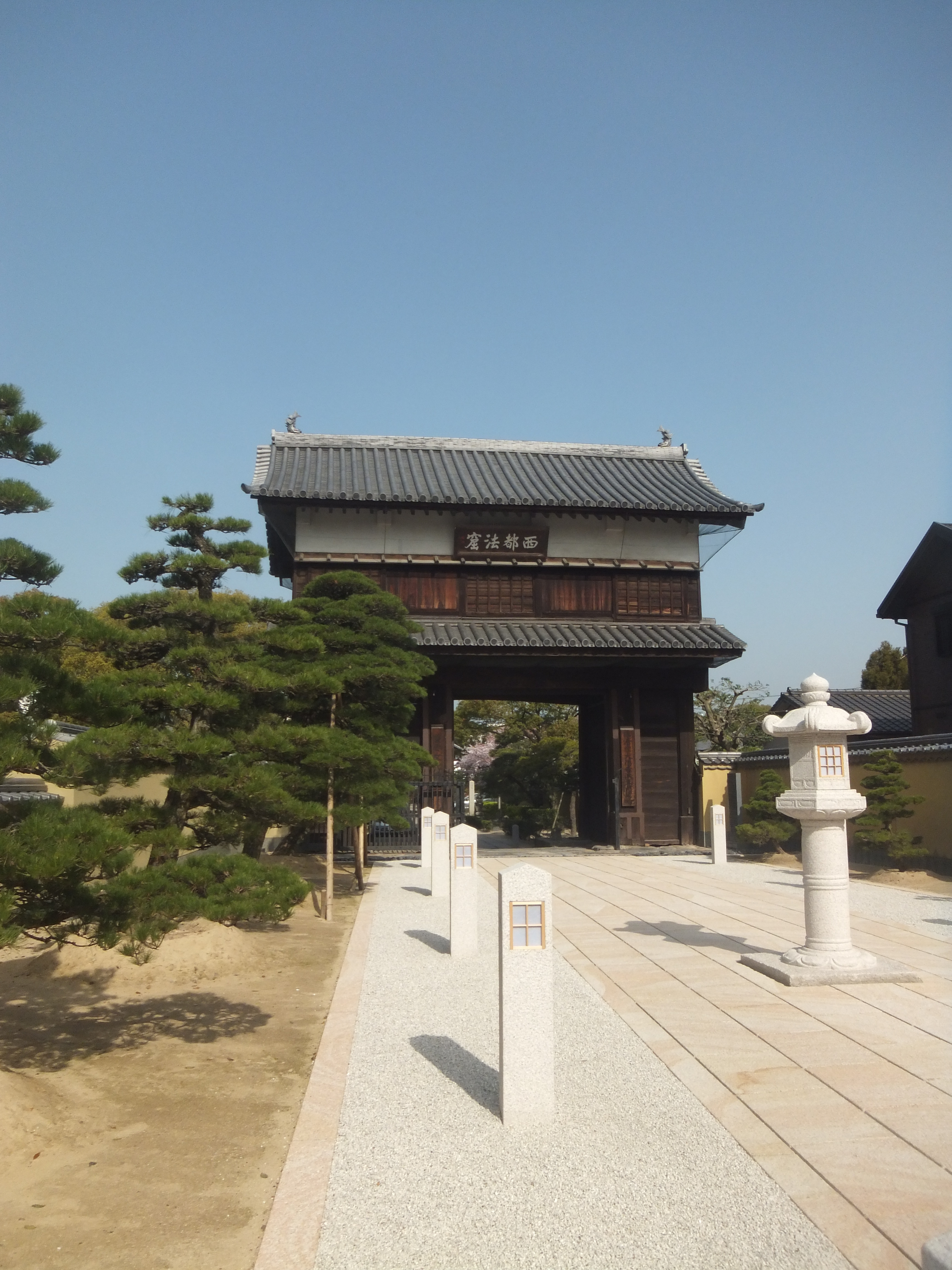
Tor des Sōfuku-Tempels nach der Neugestaltung des Zugangs (2014/15)

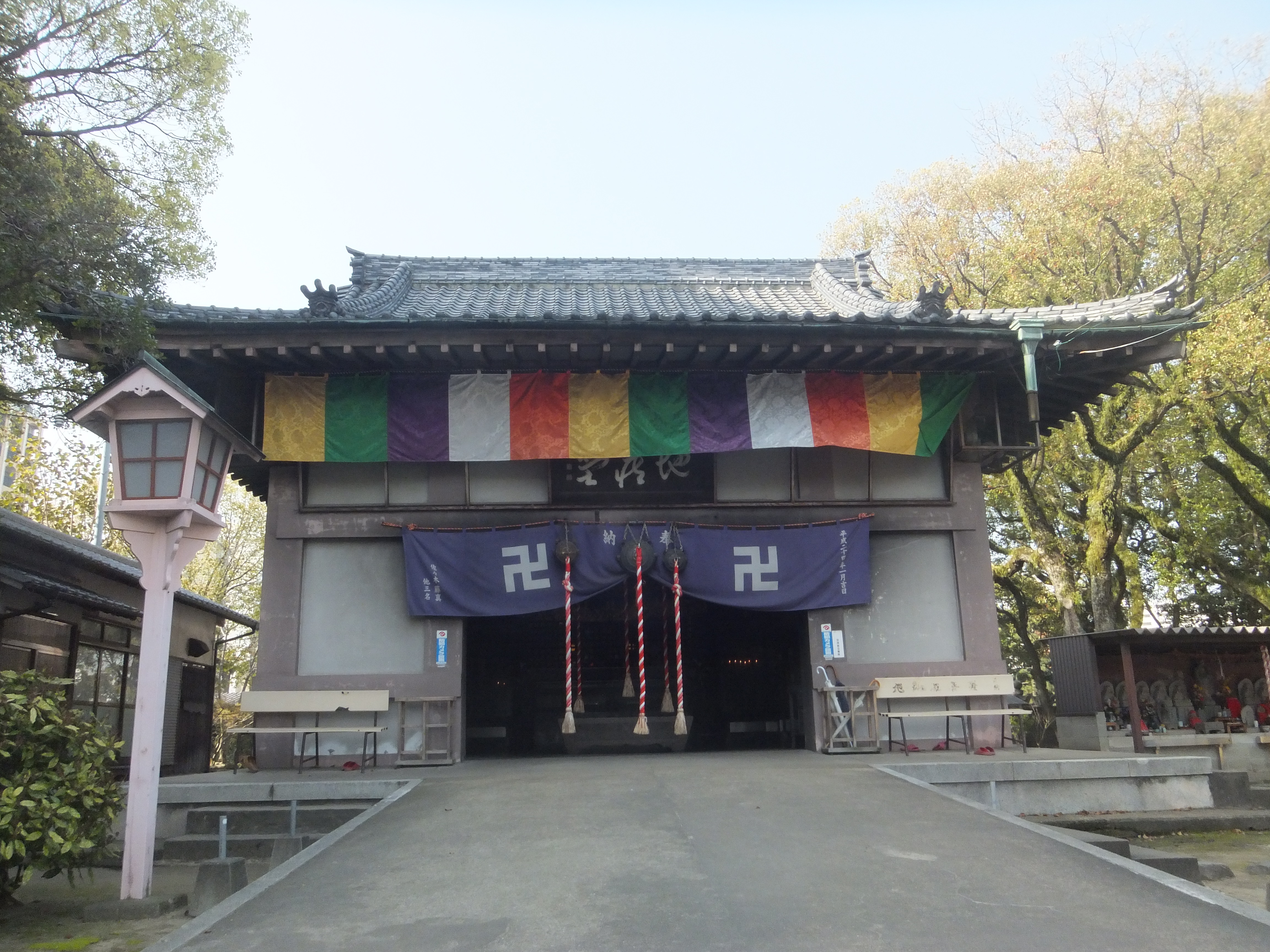
Asahi-Jizō-Halle (旭地蔵堂)

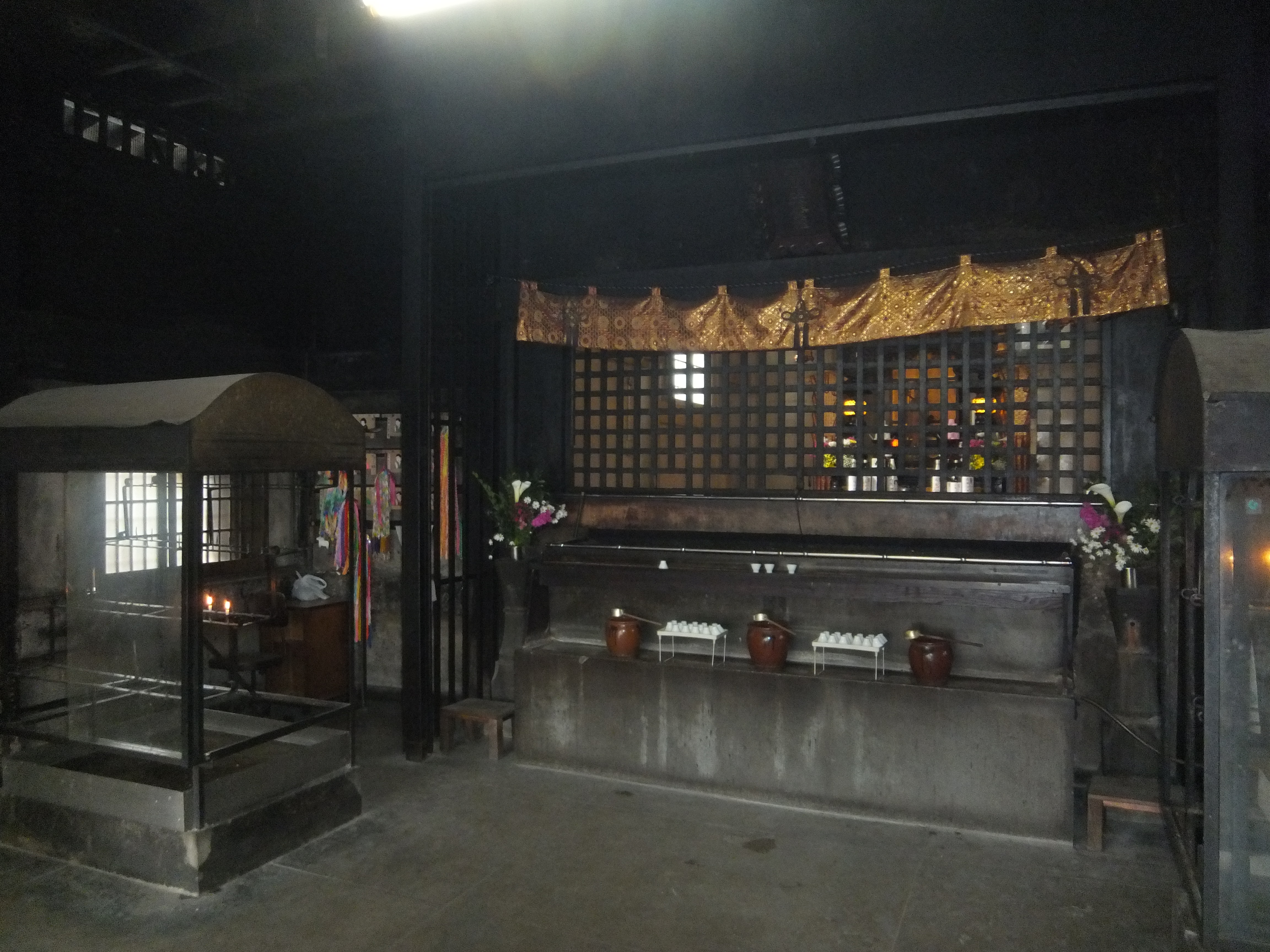
Im Innern der Asahi-Jizō-Halle

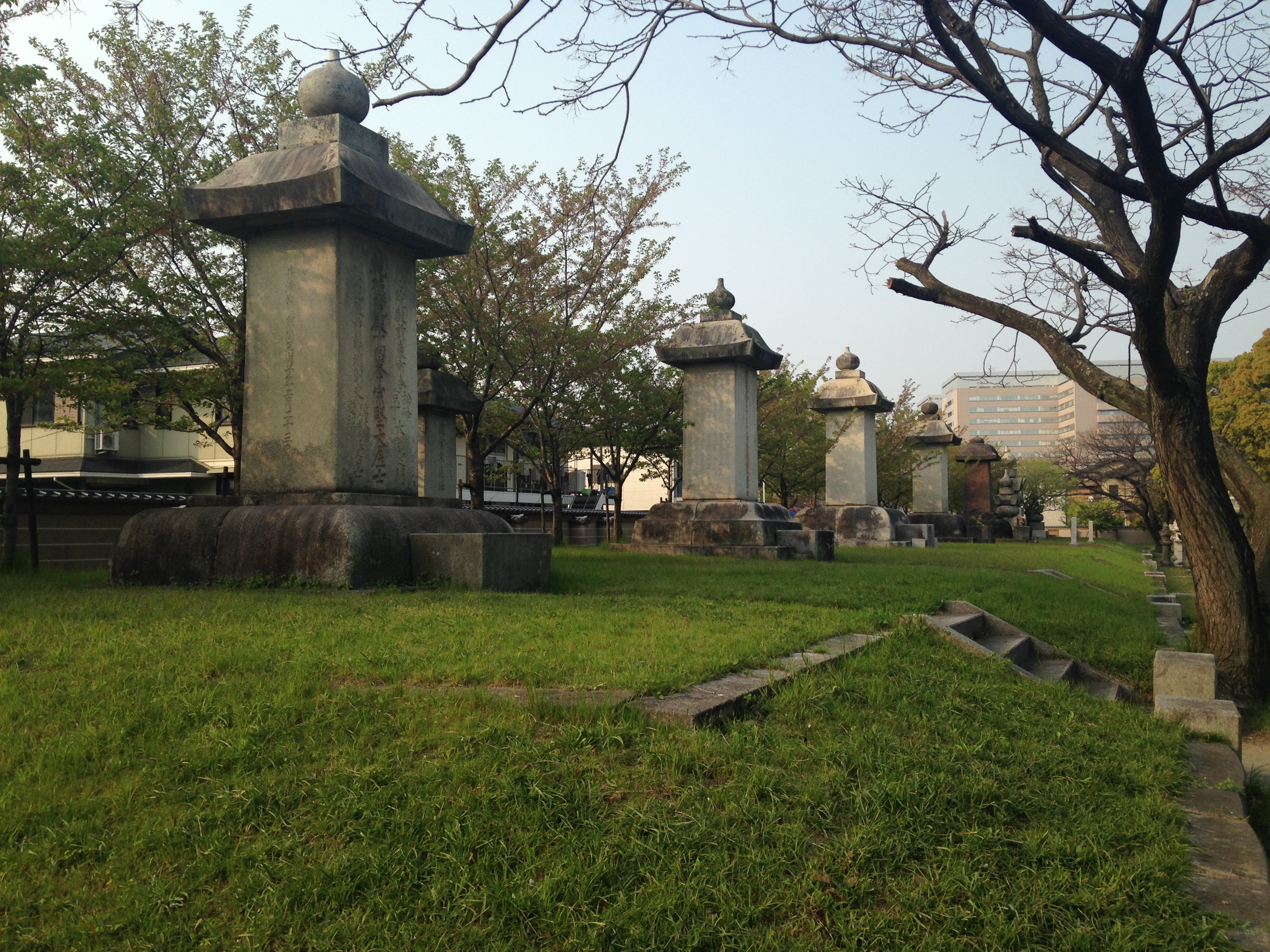
Gräber der Familie Kuroda

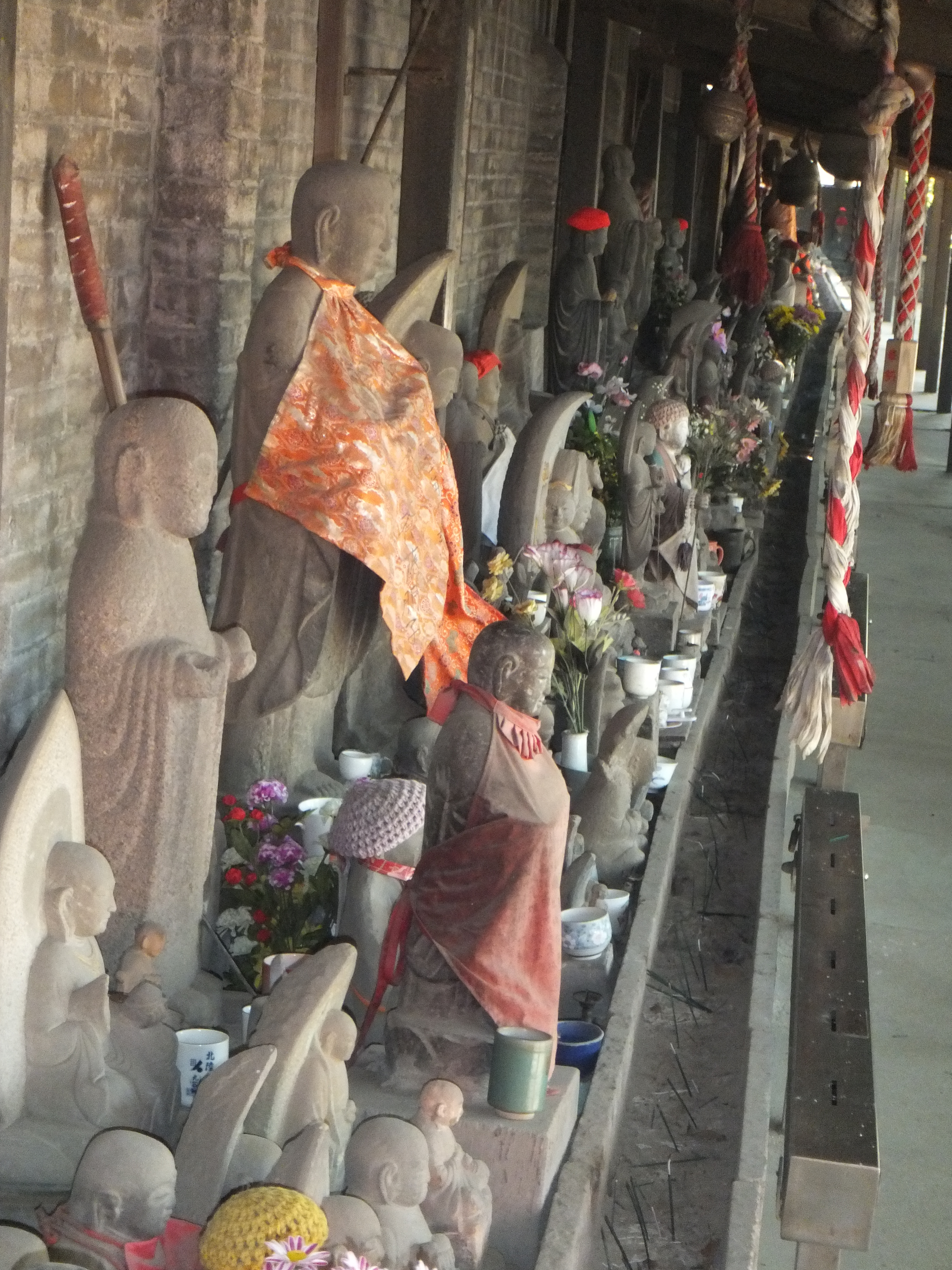
Teil des Umgangs auf der Innenseite der Außenmauer

Der Sōfuku-ji (jap. 崇福寺, wörtl. Tempel des erhabenen Glücks) in Fukuoka (Japan) ist ein buddhistischer Tempel der Rinzai-Schule (Rinzai-shū).
Er wurde 1240 am Sitz der Sonderverwaltung Dazaifu von dem Mönch Tan'e (湛慧) gegründet. Im folgenden Jahre hielt der ebenfalls aus China zurückgekehrte Mönch Enni Ben’en (円爾弁円) die Inaugurationspredigt. Zusammen mit dem 1241 in Hakata errichteten Jōten-Tempel (承天寺, Jōten-ji) stand er unter der Kontrolle und dem Schutz des Feldherren Mutō Sukeyori (1160–1228), der als Vertreter des Kamakura-Shogunats in Daizaifu residierte.
Während der Azuchi-Momoyama-Zeit brannte die Anlage 1586 bei Kämpfen zwischen dem Shimazu-Klan und dem Ōtomo-Klan nieder. Mit der Gründung des Lehens Fukuoka (Fukuoka-han) durch den Feldherrn Kuroda Nagamasa (1568–1623) im Jahre 1600 ließ dieser den Tempel als Familientempel in Hakata erneut errichten.
Beim Aufbau der Burgstadt Fukuoka nutzte man Materialien aus älteren Gebäuden und Anlagen. Ein Karamon Tor stammt von der auf einer Landzunge gelegenen Burg Najima (名島城 Najima-jō, Najima-jō), die 1601 abgerissen wurde, weil ihr Umland zur Entwicklung einer größeren Siedlung nicht ausreichte. Viele Steine fanden in der neuen Burg Fukuoka Verwendung.
Während der Unterdrückung des Buddhismus und dessen Trennung vom Shintō (Haibutsu kishaku) in der frühen Meiji-Zeit zerfielen die Anlagen. Ab 1895 setzte der Wiederaufbau ein. 1918 wurde Haupttor der Burg Fukuoka umgesetzt und dient seitdem als Tempelportal (Sanmon, wörtl. „Bergtor“).
1945 kam es erneut zu großen Schäden bei Bombardierungen der Stadt Fukuoka durch die US-Luftwaffe. Unter anderem ging das berühmte Teezimmer des Handelsmanns und Teemeisters Kamiya Sōdan (1551–1635) in Flammen auf.
Nach dem Kriege wurden die verbliebenen Grabanlagen des Herrscherhauses Kuroda restauriert und auf einem Fünftel der vormaligen Fläche konzentriert.
2005 gingen drei Gebäude durch Brandstiftung verloren.
2014 überantwortete die Familie Kuroda die verbliebenen Kuroda-Gräber aus der Edo-Zeit der Stadt Fukuoka. Im selben Jahr erweiterte man den kurzen Aufgangsweg (sandō) von der Straße zum Tempelportal. Auch wurden die Devotionalienläden reduziert und umgesetzt.
Auf der Innenseite der Außenmauer im öffentlich zugänglichen vorderen Tempelbereich gibt es einen langen, überdachten Umgang mit hunderten von großen und kleinen Statuen aus vielerlei buddhistischen Denominationen, die von Gläubigen dort deponiert wurden.

## Bedeutsame Grabstätten
Auf dem Friedhof des Sōfuku-Tempels fanden neben den Mitgliedern des Herrscherhauses Kuroda auch andere Persönlichkeiten von regionaler und überregionaler Bedeutung ihre letzte Ruhestätte, so der Handelsmann und Teemeister Shimai Sōshitsu (1539–1650), die als Mann erzogene Augenärztin Takaba Osamu (1831–1891), die über ihre „Ginseng-Feld-Schule“ einen großen Einfluss auf zahlreiche Persönlichkeiten der Meiji-Zeit ausübte, des Weiteren der erste Präsidenten der Medizinischen Hochschule Fukuoka Ōmori Harutoyo (1852–1912) sowie Mitglieder der nationalistischen Organisation Gen’yōsha wie Tōyama Mitsuru und Kurushima Tsuneki.